# Cytinus ruber
Cytinus ruber é uma espécie de planta com flor pertencente à família Rafflesiaceae. 
A autoridade científica da espécie é Fourr. ex Fritsch, tendo sido publicada em Excursionsflora für Oesterreich ed. 3: 69. 1922.
Os seus nomes comuns são coalhadas ou pútegas.

## Portugal
Trata-se de uma espécie presente no território português, nomeadamente em Portugal Continental.
Em termos de naturalidade é nativa da região atrás indicada.

## Protecção
Não se encontra protegida por legislação portuguesa ou da Comunidade Europeia.